# Inkognito (film)
Inkognito er en dansk film fra 1937. Seniorchefen tager plads som ekspedient i en af firmaets filialer.
- Manuskript Mogens Dam og Valdemar Lauritzen.
- Instruktion Valdemar Lauritzen.

## Medvirkende
- Ib Schønberg
- Connie Meiling
- Arthur Jensen
- Johannes Meyer
- Else Jarlbak
- Agnes Rehni
- Ellen Jansø
- Sigfred Johansen
- Kai Holm
- Poul Reichhardt